# Новоблаговіщенка
Новоблагові́щенка (рос. Новоблаговещенка, башк. Яңы Благовещенка) — присілок у складі Благовіщенського району Башкортостану, Росія. Входить до складу Новонадеждинської сільської ради.
Населення — 5 осіб (2010; 9 в 2002).
Національний склад:
- росіяни — 100 %